# Wijken en buurten in Hoogeveen
De Nederlandse gemeente Hoogeveen is voor statistische doeleinden onderverdeeld in wijken en buurten. De gemeente is verdeeld in de volgende statistische wijken:
- Wijk 05 Hoogeveen (CBS-wijkcode:011805)
- Wijk 06 Pesse (CBS-wijkcode:011806)

Een statistische wijk kan bestaan uit meerdere buurten. Onderstaande tabel geeft de buurtindeling met kentallen volgens het Centraal Bureau voor de Statistiek (2008):
| CBS-buurtcode | Buurtnaam                             | Inwonertal | Opp. totaal (ha) | Opp. land (ha) | Ligging                |
| ------------- | ------------------------------------- | ---------- | ---------------- | -------------- | ---------------------- |
| BU01180500    | Centrum                               | 1120       | 39               | 39             | Locatie in de gemeente |
| BU01180501    | Noord                                 | 1260       | 46               | 46             | Locatie in de gemeente |
| BU01180502    | Bentinckspark                         | 520        | 73               | 71             | Locatie in de gemeente |
| BU01180503    | Krakeel                               | 4950       | 93               | 87             | Locatie in de gemeente |
| BU01180504    | Wolfsbos                              | 4280       | 99               | 95             | Locatie in de gemeente |
| BU01180505    | Zuid                                  | 6230       | 134              | 128            | Locatie in de gemeente |
| BU01180506    | Venesluis                             | 1910       | 88               | 84             | Locatie in de gemeente |
| BU01180507    | West                                  | 1770       | 79               | 79             | Locatie in de gemeente |
| BU01180508    | Oost                                  | 2540       | 51               | 51             | Locatie in de gemeente |
| BU01180510    | Steenbergerweiden                     | 1080       | 30               | 30             | Locatie in de gemeente |
| BU01180511    | Kinholt                               | 980        | 54               | 53             | Locatie in de gemeente |
| BU01180512    | Grittenhof                            | 130        | 30               | 30             | Locatie in de gemeente |
| BU01180513    | Schoonvelde-West                      | 1960       | 30               | 30             | Locatie in de gemeente |
| BU01180514    | Schoonvelde-Oost                      | 1410       | 31               | 31             | Locatie in de gemeente |
| BU01180515    | Schutlanden-Oost                      | 870        | 48               | 46             | Locatie in de gemeente |
| BU01180516    | Schutlanden-West                      | 1520       | 27               | 25             | Locatie in de gemeente |
| BU01180517    | Kattouw                               | 1210       | 31               | 27             | Locatie in de gemeente |
| BU01180518    | Trasselt                              | 1940       | 44               | 44             | Locatie in de gemeente |
| BU01180519    | Erflanden                             | 2720       | 84               | 84             | Locatie in de gemeente |
| BU01180520    | Fluitenberg kern                      | 400        | 77               | 77             | Locatie in de gemeente |
| BU01180521    | Verspreide huizen Fluitenberg         | 100        | 818              | 815            | Locatie in de gemeente |
| BU01180530    | Elim Kern                             | 1570       | 67               | 67             | Locatie in de gemeente |
| BU01180531    | Verspreide huizen Elim-Noord          | 150        | 546              | 546            | Locatie in de gemeente |
| BU01180532    | Verspreide huizen Elim-Zuid           | 640        | 696              | 696            | Locatie in de gemeente |
| BU01180540    | Hollandscheveld kern                  | 3460       | 168              | 168            | Locatie in de gemeente |
| BU01180541    | Verspreide huizen Hollanscheveld-West | 270        | 1058             | 1055           | Locatie in de gemeente |
| BU01180542    | Verspreide huizen Hollanscheveld-Oost | 660        | 1001             | 988            | Locatie in de gemeente |
| BU01180550    | Noordscheschut kern                   | 1660       | 78               | 76             | Locatie in de gemeente |
| BU01180551    | Verspreide huizen Noordsche Schut     | 480        | 396              | 391            | Locatie in de gemeente |
| BU01180560    | Nieuwlande kern                       | 1190       | 202              | 202            | Locatie in de gemeente |
| BU01180561    | Verspreide huizen Nieuwlande          | 180        | 561              | 557            | Locatie in de gemeente |
| BU01180570    | Nieuweroord kern                      | 560        | 64               | 60             | Locatie in de gemeente |
| BU01180571    | Verspreide huizen Nieuweroord         | 340        | 677              | 666            | Locatie in de gemeente |
| BU01180580    | Tiendeveen kern                       | 390        | 39               | 38             | Locatie in de gemeente |
| BU01180581    | Verspreide huizen Tiendeveen          | 290        | 785              | 777            | Locatie in de gemeente |
| BU01180590    | Stuifzand kern                        | 320        | 37               | 37             | Locatie in de gemeente |
| BU01180591    | Verspreide huizen Stuifzand           | 310        | 727              | 722            | Locatie in de gemeente |
| BU01180600    | Pesse kern                            | 1080       | 75               | 75             | Locatie in de gemeente |
| BU01180601    | Verspreide huizen Pesse-Oost          | 410        | 1194             | 1188           | Locatie in de gemeente |
| BU01180602    | Verspreide huizen Pesse-West          | 90         | 545              | 545            | Locatie in de gemeente |
| BU01180603    | Verspreide huizen Pesse-Zuid          | 210        | 320              | 317            | Locatie in de gemeente |
| BU01180610    | Zuideropgaande Nieuw Moscou           | 570        | 198              | 198            | Locatie in de gemeente |
| BU01180621    | Industriegebied Toldijk               | 20         | 67               | 67             | Locatie in de gemeente |
| BU01180622    | Industriegebied Noord A               | 110        | 173              | 172            | Locatie in de gemeente |
| BU01180623    | Industriegebied Noord B               | 130        | 208              | 206            | Locatie in de gemeente |
| BU01180624    | Industriegebied Buitenvaart           | 240        | 158              | 150            | Locatie in de gemeente |
| BU01180625    | Verspreide huizen Alteveer            | 190        | 546              | 545            | Locatie in de gemeente |
| BU01180626    | Verspreide huizen Nijstad             | 50         | 330              | 284            | Locatie in de gemeente |